# Cotovia-pequena

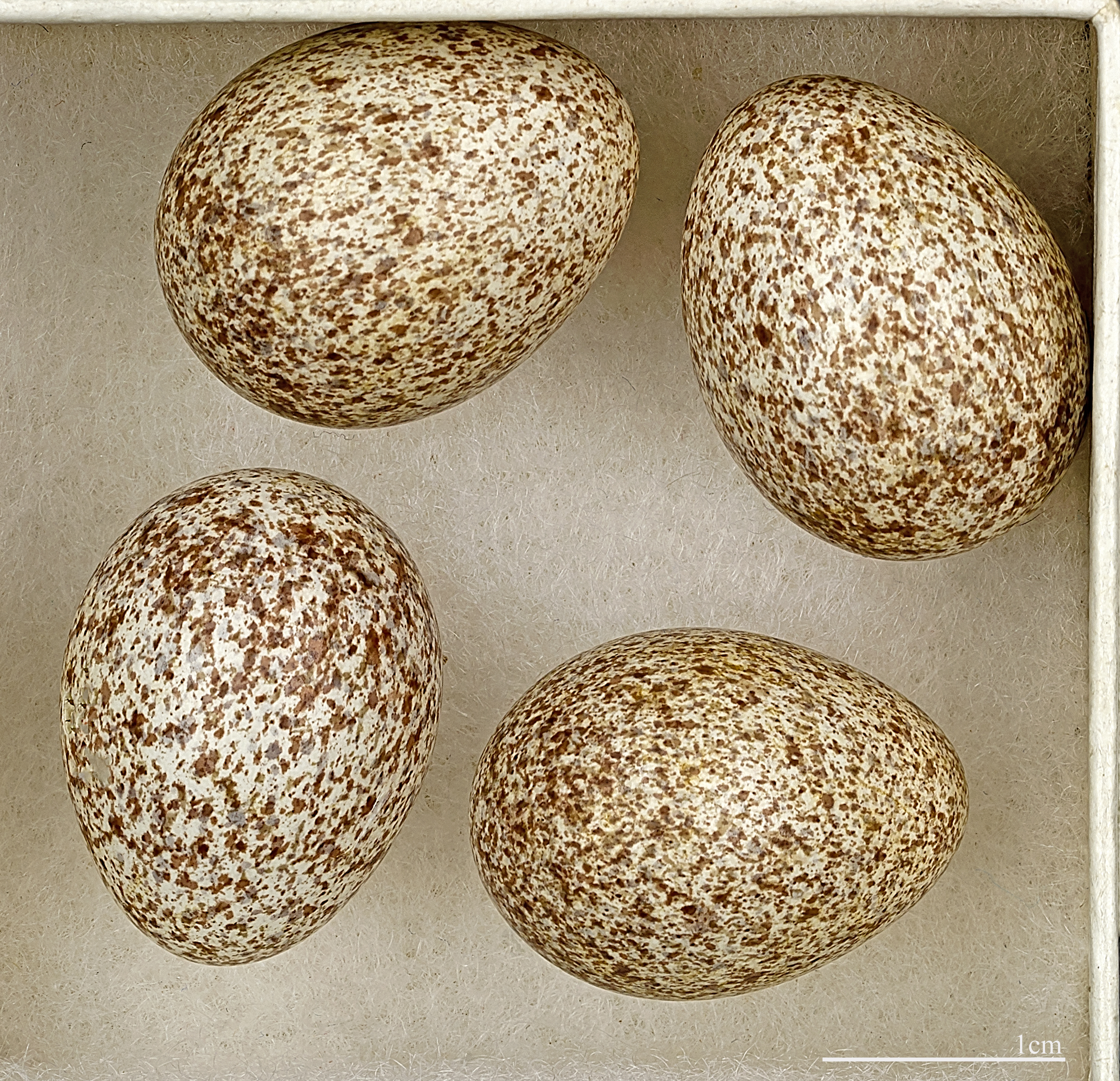
Lullula arborea

Cotovia-arbórea, cotovia-dos-bosques ou cotovia-pequena (Lullula arborea) é uma ave da família das cotovias Alaudidae. Caracteriza-se pela plumagem castanha com uma lista supraciliar branca e uma pequena poupa. A cauda é bastante curta.
Esta espécie frequenta terrenos abertos com algumas árvores. Pousa frequentemente em árvores e fios telefónicos, mas constrói o ninho no chão.
O seu nome científico (Lullula) é onomatopaico, pois o canto desta espécie consiste numa sequência descendente de sons ("lu-lu-lu-lu-lu-lu-lu-lu"). Na Primavera esta cotovia pode frequentemente ser ouvida a cantar durante a noite.